# Gecinulus viridis
Gecinulus viridis е вид птица от семейство Picidae.

## Разпространение
Видът е разпространен в Лаос, Малайзия, Мианмар и Тайланд.